# Делорејн (Манитоба)
Делорејн (енгл. Deloraine) је малена варош на крајњем југозападу канадске провинције Манитоба и део је географско-статистичке регије Вестман. Насеље се налази на самој граници са америчком савезном државом Северна Дакота (град Ботино). Највећи град регије Брандон налази се на неких 100 км северније. На западу је варошица Мелита, на истоку Боасвен, а на северу Хартни.
Према резултатима са пописа становништва из 2011. у варошици је живело 977 становника у 498 домаћинства, што је стање идентично оному из пописа становништва 2006. године.
Делорејн је родно место некадашњег канадског дипломате Џејмса Бајрона Бисета који је у периоду 1990—92 обављао дужност амбасадора Канаде за подручје Југославије, Бугарске и Албаније. О свом дипломатском искуству са подручја бивше Југославије Бисет је говорио у документарним филмовима српског редитеља Бориса Малагурског Косово: Можете ли замислити? и Тежина ланаца.

## Становништво
| 2011. |
| ----- |
| 977   |